# Pierre Colnard
Pierre Lucien Colnard (Liffol-le-Petit, 18 febbraio 1929 – Bar-le-Duc, 30 marzo 2018) è stato un pesista francese.

## Biografia
Fu designato portabandiera della Francia ai Giochi del Mediterraneo di Tunisi 1967.

## Palmarès
| Anno | Manifestazione | Sede              | Evento         | Risultato | Misura  | Note |
| ---- | -------------- | ----------------- | -------------- | --------- | ------- | ---- |
| 1966 | Europei        | Budapest          | Getto del peso | 7º        | 18,15 m |      |
| 1967 | Europei indoor | Praga             | Getto del peso | 4º        | 17,75 m |      |
| 1968 | Europei indoor | Madrid            | Getto del peso | 7º        | 18,02 m |      |
| 1968 | Olimpiadi      | Città del Messico | Getto del peso | 9º        | 18,79 m |      |
| 1969 | Europei        | Atene             | Getto del peso | 5º        | 19,06 m |      |
| 1970 | Europei indoor | Vienna            | Getto del peso | Bronzo    | 18,96 m |      |
| 1971 | Europei indoor | Sofia             | Getto del peso | 7º        | 18,57 m |      |